# Ariadna gracilis
Ariadna gracilis är en spindelart som beskrevs av Jehan Vellard 1924. Ariadna gracilis ingår i släktet Ariadna och familjen sexögonspindlar. Inga underarter finns listade i Catalogue of Life.